# Jon Leach
Jonathan „Jon“ Leach (* 18. April 1973) ist ein ehemaliger US-amerikanischer Tennisspieler. Er ist der Ehemann von Lindsay Davenport, der Sohn von Dick Leach und der Bruder von Rick Leach.

## Karriere
Leach siegte 1996 im Doppel mit Mosé Navarra beim ATU Cup.

## Leben
Leach wuchs in Kalifornien auf und besuchte die Laguna Beach High School. Leach heiratete am 25. April 2003 auf Hawaii die Tennisspielerin Lindsay Davenport. Ihr erstes Kind, ein Sohn namens Jagger, wurde 2007 geboren. Sie haben drei weitere Kinder, allesamt Töchter. Der Investmentbanker Leach ist auch als Trainer tätig und arbeitete in der Saison 2015 mit der jungen amerikanischen Spielerin Madison Keys zusammen.